# Hirschkuss
Hirschkuss ist ein Kräuterlikör, der von der Hirschkuss-Genussmanufaktur GmbH in Gaißach in Oberbayern hergestellt wird.
Die Marke löste durch Marken- und Patentrechtsstreitigkeiten mit der damaligen Mast-Jägermeister AG (heute Mast-Jägermeister SE) in Wolfenbüttel sowie dem Bonner Spirituosenhändler Verpoorten überregionales Medieninteresse aus.

## Geschichte
Hirschkuss geht zurück auf einen Kräuterlikör, den die Unternehmensgründerin Petra Waldherr-Merk im Herbst 2004 herstellte. Das Rezept beruhte auf den Aufzeichnungen ihrer Großtante, nach dem 38 Kräuter, Wurzeln, Blüten und andere Zutaten verwendet werden, darunter Enzian, Melisse, Anis, Baldrianwurzel, Kümmel, Liebstöckel, Wacholder, Waldmeister, Arnika und Ingwerwurzel.
Waldherr-Merk nannte ihren Likör Hirschkuss und schenkte ihn zunächst in einem Antikladen, den sie in ihrem Heimatort Lenggries betrieb, aus. Das Etikett der Flasche zierte ein springender Hirsch, eine Nachbildung des Lenggrieser Ortswappens. Produziert wurde im Keller von Waldherr-Merks Elternhaus in Lenggries.

## Hersteller
Seit April 2010 wird Hirschkuss von der Hirschkuss-Genussmanufaktur GmbH in Gaißach hergestellt. Neben Hirschkuss produziert das Unternehmen vier weitere Liköre. 2015 lag die jährliche Produktionsmenge bei etwa 300.000 Liter. Beliefert wurden etwa 900 Händler, 800 Gastronomen und 12.000 Einzelkunden. Die Hirschkuss-Genussmanufaktur GmbH betreibt Ländervertretungen in Österreich, der Schweiz und den USA.

## Markenrechtsstreit mit Jägermeister
Nachdem 2006 die Bild- und Wortmarken für Hirschkuss beim Deutschen Patent- und Markenamt (DPMA) in München eingetragen wurden, geriet Waldherr-Merk in einen Markenrechtsstreit mit der Mast-Jägermeister, damals Nummer 13 unter den größten Spirituosenmarken der Welt.
Mast-Jägermeister forderte Verzicht auf den Markennamen Hirschkuss und die Darstellung eines Hirsches in Verbindung mit Kräuterlikör. Begründet wurde dies unter anderem mit Ähnlichkeiten zum Hubertushirsch der Marke Jägermeister. Als Waldherr-Merk sich widersetzte, legte die Mast-Jägermeister AG Einspruch gegen die Eintragung der Marke Hirschkuss beim Deutschen Marken- und Patentamt ein. Dieses wies den Einspruch am 4. Juni 2007 zurück.
Am 6. September 2007 berichtete das Fernsehmagazin Quer des Bayerischen Rundfunks über den Likörstreit. Die Münchner Abendzeitung titelte: „Lenggrieser Kräuterhexe kämpft gegen Jägermeister“. Neben Süddeutsche Zeitung berichteten auch die Schweizer NZZ. Die Auseinandersetzung endete, als Mast-Jägermeister die Eintragung einer neuen Hirschkuss-Bildmarke am 6. Juni 2009 nicht beanstandete.
Die Schlagzeilen des Markenrechtsstreits verhalfen Hirschkuss deutschlandweit zu Medienaufmerksamkeit. Waldherr-Merk erwarb sich den Ruf einer mutigen und erfolgreichen Unternehmerin, die ihren Erfolg folgendermaßen erklärte: Es ist die richtige Mischung aus Laptop und Lederhose.

## Plagiatsvorwürfe gegen Verpoorten
Im Herbst 2015 wurde Waldherr-Merk auf den Kräuterlikör Hirschrudel aufmerksam, dessen Aroma große Ähnlichkeiten mit Hirschkuss aufweist. Eine chemische Analyse stützte diesen Verdacht. Hirschrudel werde vom Spirituosenhändler Dirk Verpoorten, der der gleichnamigen Bonner Eierlikördynastie entstammt, hergestellt, Dirk Verpoorten weist die Vorwürfe zurück.
Im März 2016 stellte Waldherr-Merk beim DPMA einen Antrag auf Löschung der Marke Hirschrudel. Im Januar 2018 beschäftigte sich das Amt der Europäischen Union für geistiges Eigentum (EUIPO) in Alicante, Spanien, damit. Es stellte sich heraus, dass nicht genügend Gründe vorliegen, die Marke anzufechten. Somit existiert die Marke HirschRudel und der gleichnamige Kräuterlikör nach wie vor.